# Сімерія-Веке
Сімерія-Веке (рум. Simeria Veche) — село у повіті Хунедоара в Румунії. Адміністративно підпорядковане місту Сімерія.
Село розташоване на відстані 284 км на північний захід від Бухареста, 11 км на південний схід від Деви, 112 км на південь від Клуж-Напоки, 141 км на схід від Тімішоари.

## Населення
За даними перепису населення 2002 року у селі проживали 457 осіб, з них 448 осіб (98,0%) румунів.
Рідною мовою назвали:
| Мова      | Кількість осіб | Відсоток |
| --------- | -------------- | -------- |
| румунська | 448            | 98,0%    |
| угорська  | 6              | 1,3%     |